# Tinto
Il Rio Tinto (Fiume Rosso) è un fiume del Sud-ovest della Spagna, che ha origine nelle montagne della Sierra Morena in Andalusia.
Segue un corso sud/sud-ovest, raggiungendo il golfo di Cadice presso la città di Huelva. Il Tinto si distingue per presentare un'elevata acidità delle sue acque (pH 2,2), e una profonda tonalità rossastra, causata dal ferro disciolto. L'acidità porta a gravi problemi ambientali a causa delle concentrazioni di metalli pesanti nel fiume.